# Anoplotrupes hornii
Anoplotrupes hornii is een keversoort uit de familie mesttorren (Geotrupidae). De wetenschappelijke naam van de soort werd in 1888 gepubliceerd door Charles Émile Blanchard.